# 필리핀계 미국인
필리핀계 미국인(Filipino Americans)은 필리핀에 기원을 둔 미국인들을 지칭하는 말이다.

## 유명인
- 크리샤 츄

## 같이 보기
- 필리핀인
- 미국인
- 아시아계 미국인